# Kanáda
Kanáda, zvaný též Kašjapa, Uluka, Kananda či Kanabhuk, byl indický filozof z 2. století př. n. l. (byť někdy je jeho působení kladeno do dřívějších dob, až do 6. století př. n. l.). Tradice mu připisuje založení vaišéšiky, jedné ze šesti ortodoxních indických filosofických škol (daršanů). Je mu připisováno dílo Vaišéšika sútra. V této knize Kanáda razí tezi, že všechny objekty hmotného světa je možné rozložit na složky a dostat se až k nerozložitelnému, tedy na atomární úroveň (tzv. parmanu a anu). Proto je někdy považován za zakladatele indické verze atomismu, byť Kanáda hovoří o rozkladu až na úroveň duchovní. Nicméně v hinduismu patří Kanáda k nejracionalističtějším filozofům, jeho ontologie klade velký důraz na logické konstrukce. Velmi tím ovlivnil další indickou filozofickou školu zvanou njája ("škola logiky"). Tvrdil, že lze dosáhnout mókšy i bez boha, někdy je tak řazen až na pomezí ateismu či non-theismu. Z evropských filozofů ovlivnil zejména Friedricha Nietzscheho.